# هارالد ثيسين
هارالد ثيسين (بالألمانية: Harald Theissen)‏ مواليد 23 مارس 1959 في ترويسدورف، ألمانيا الغربية، هو لاعب كرة مضرب ألماني سابق وكان يلعب باليد اليمنى. أعلى تصنيف له في الفردي كان المركز الـ 214 في سنة 1983. أعلى تصنيف له في الزوجي كان المركز الـ 178 في سنة 1986.

## روابط خارجية
- هارالد ثيسين على موقع رابطة محترفي التنس (الإنجليزية)
- هارالد ثيسين على موقع الاتحاد الدولي لكرة المضرب (الإنجليزية)
- هارالد ثيسين على موقع خلاصة التنس.كوم (الإنجليزية)